# Glomeremus pileatus
Glomeremus pileatus is een rechtvleugelig insect uit de familie Gryllacrididae. De wetenschappelijke naam van deze soort is voor het eerst geldig gepubliceerd in 1902 door Krauss.